# Naujasodis (Žeimiai)
Naujasodis ist ein Ort im Amtsbezirk Žeimiai der Rajongemeinde Jonava im Bezirk Kaunas (Litauen). Das Dorf liegt an der Fernstraße nach Vandžiogala, acht Kilometer westlich vom Städtchen Žeimiai. Im Dorf leben 106 Einwohner (2011). Es gibt eine Dorfgemeinschaft mit dem traditionellen Fest „Naujasodžio sukūryje“.

## Unteramtsbezirk Naujasodis
Der Unteramtsbezirk Naujasodis wurde 2009 errichtet. Mit 176 Einwohnern (2001) ist er einer der fünf Unteramtsbezirke des Amtsbezirks Žeimiai. Dem Unteramtsbezirk gehören diese Dörfer: Naujasodis, Barsukinė (28), Skrynės (16 E.), Milašiškiai (3 E.) und Terespolis (9 E.). Das Zentrum des Unteramtsbezirks ist das Dorf Naujasodis. 